# Toxmar
Toxmar è un comune dell'Azerbaigian situato nel distretto di Quba.